# Lista de governos no exílio durante a Segunda Guerra Mundial

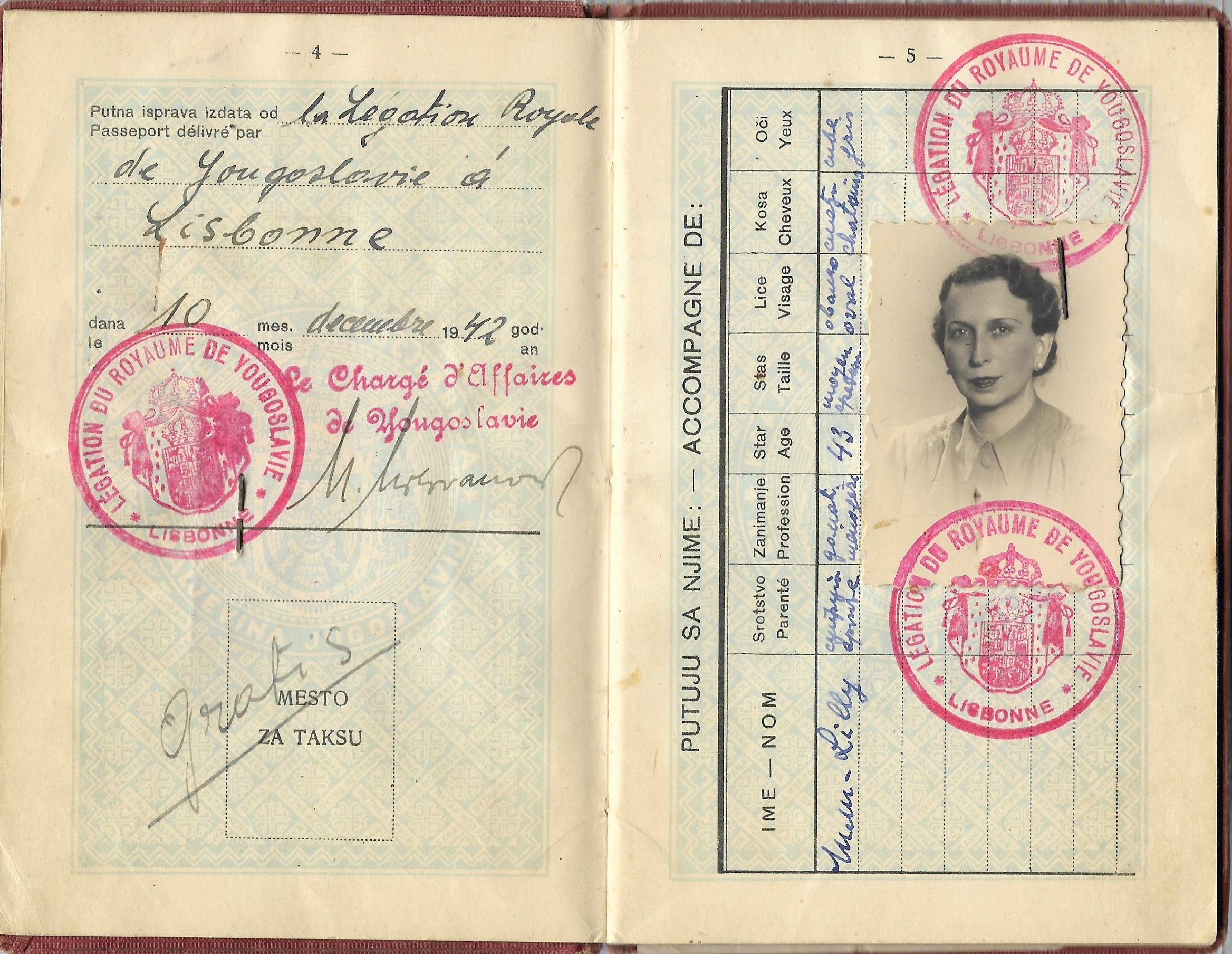
Passaporte emitido em 1942 pelo governo iugoslavo exilado.

Muitos países estabeleceram governos no exílio durante a Segunda Guerra Mundial. A Segunda Guerra Mundial fez com que muitos governos perdessem a soberania quando seus territórios foram ocupados por potências inimigas. Governos no exílio simpatizantes dos Aliados ou do Eixo foram estabelecidos longe dos combates.

## Governos aliados no exílio
Muitos governos europeus se mudaram para Londres durante o período de ocupação do Eixo, enquanto outras organizações foram estabelecidas na Austrália e nos Estados Unidos para se opor à ocupação pelo Japão. A lista a seguir inclui governos coloniais exilados ao lado de nações soberanas, bem como grupos de resistência organizados no exterior que não reivindicaram a soberania total de um governo no exílio.
| Nome                                          | Localização                           | Estabelecimento                                                       | Dissolução            | Estado que controla seu território reivindicado                           | Notas |
| --------------------------------------------- | ------------------------------------- | --------------------------------------------------------------------- | --------------------- | ------------------------------------------------------------------------- | --- |
| União Democrática Austríaca                   | Londres                               | Agosto de 1941                                                        | Maio de 1945          | Alemanha Nazista                                                          | Nunca houve um governo austríaco no exílio após o Anschluss, mas Londres era o lar de uma comunidade de exilados de 30.000 pessoas. A Sociedade Austríaca, ou "Escritório Austríaco", abrigava tanto a monarquista Liga Austríaca quanto a liberal União Democrática Austríaca. Embora não fossem oficialmente reconhecidos pelos Aliados, eles receberam apoio, especialmente dos monarquistas do governo britânico. |
| Governo belga no exílio                       | - Bordeaux - Londres                  | Outubro de 1940                                                       | Setembro de 1944      | Alemanha Nazista                                                          | O rei Leopoldo III da Bélgica se rendeu ao lado de seu exército - contrariando o conselho de seu governo - e permaneceu prisioneiro pelo resto da guerra. O governo no exílio, sem o rei, continuou a administrar o Congo Belga e a coordenar as Forças Belgas Livres e a Resistência Belga. |
| Governo da Birmânia Britânica no exílio       | Ximelá                                | Maio de 1942                                                          | Outubro de 1945       | - Império do Japão - Tailândia da era Phibun                              | Dorman-Smith foi nomeado segundo governador da Birmânia de 6 de maio de 1941 a 31 de agosto de 1946 e, portanto, estava no cargo na época da invasão japonesa - e foi expulso do país pelos japoneses quando conquistaram a maior parte da colônia. Entre maio de 1942 e outubro de 1945, ele estava exilado em Ximelá, na Índia. |
| Governo checoslovaco no exílio                | - Paris - Londres                     | Outubro de 1939                                                       | Abril de 1945         | - Alemanha Nazista - Protetorado da Boêmia e Morávia - República Eslovaca | Alguns meses após a dissolução da Tchecoslováquia, o ex-presidente Beneš organizou um comitê no exílio e buscou reconhecimento diplomático como o governo legítimo da Primeira República da Tchecoslováquia. O sucesso do comitê em obter inteligência e coordenar as ações da resistência tchecoslovaca levou primeiro a Grã-Bretanha e depois os outros Aliados a reconhecê-lo em 1941. |
| Conselho da Liberdade Dinamarquês             | Londres                               | Setembro de 1943                                                      | Maio de 1945          | Governo de ocupação da Dinamarca (1940–43) Alemanha Nazista (1943–45)     | Durante a ocupação da Dinamarca, o país não estabeleceu um governo no exílio. O rei Cristiano e seu governo permaneceram na Dinamarca e operaram com relativa independência até agosto de 1943, quando foi dissolvido. O Conselho da Liberdade era um grupo não reconhecido que coordenava o movimento de resistência dinamarquês. Além disso, a partir de 1941, o embaixador Henrik Kauffmann se engajou na diplomacia com os Aliados em nome da Dinamarca, sem levar em consideração o governo de ocupação em Copenhague. |
| Índias Orientais Neerlandesas                 | Brisbane                              | - 8 de março de 1942 (não oficial) - 23 de dezembro de 1943 (oficial) | 1 de outubro de 1945  | Império do Japão                                                          | Em 1944, o governo no exílio e o alto comando aliado organizaram a Administração Civil das Índias Holandesas, encarregada de restaurar o domínio holandês nas ilhas. |
| França Livre                                  | - Londres - Brazzaville - Argel       | 18 de junho de 1940                                                   | 25 de agosto de 1944  | - Alemanha Nazista - França de Vichy - Reino da Itália                    | De Gaulle pediu resistência na França e suas colônias no Apelo de 18 de junho. O governo organizou a Resistência Francesa, reuniu forças militares e gradualmente assumiu o controle das colônias francesas em todo o mundo. Em 1944, tornou-se o Governo Provisório da República Francesa. |
| Governo grego no exílio                       | - Cairo - Londres                     | 24 de maio de 1941                                                    | 17 de outubro de 1944 | - Alemanha Nazista - Reino da Itália - Reino da Bulgária                  | O governo real exilado foi reconhecido internacionalmente e pela Resistência Grega no início da guerra. Dependia fortemente da Grã-Bretanha. Em 1944, grupos de resistência de esquerda estabeleceram a Grécia Livre como um governo rival. Esses governos concordaram em se fundir na Conferência do Líbano. |
| Governo luxemburguês no exílio                | - Paris - Lisboa - Londres - Montreal | 1940                                                                  | 1944                  | Alemanha Nazista                                                          | A grã-duquesa Carlota e a família grã-ducal mudaram-se para Montreal. O governo de Londres direcionou seus esforços diplomáticos para os objetivos de garantir a sobrevivência do país e o reconhecimento como membro pleno dos Aliados, apesar de sua fraca capacidade militar. |
| Governo neerlandês no exílio                  | Londres                               | 10 de maio de 1940                                                    | 5 de maio de 1945     | Alemanha Nazista                                                          | Além de dar apoio à resistência holandesa, o governo no exílio tentou manter o controle aliado das colônias holandesas em todo o mundo. Ele concordou em colocar o Caribe holandês e a Guiana sob proteção britânica e americana, mas perdeu as Índias Orientais para a ocupação japonesa. |
| Gabinete de Nygaardsvold                      | Londres                               | 7 June 1940                                                           | 31 May 1945           | - Alemanha Nazista - Reichskommissariat Norwegen - Regime de Quisling     | Governou as forças norueguesas livres durante a guerra. |
| Governo no exílio da Comunidade das Filipinas | - Melbourne - Washington, D.C.        | Janeiro de 1942                                                       | Outubro de 1944       | - Império do Japão - Segunda República Filipina                           | Mudando-se de Melbourne para Washington em 1944, o governo de Quezon participou do Conselho de Guerra do Pacífico ao lado de outras potências aliadas. O Exército da Comunidade das Filipinas retomou as ilhas ao lado das forças americanas. |
| Governo polonês no exílio                     | - Londres - Paris - Argel             | Setembro de 1939                                                      | Dezembro de 1990      | - Alemanha Nazista - União Soviética                                      | O governo organizou as Forças Armadas Polonesas no Ocidente e coordenou o Estado Subterrâneo Polonês e o Exército Nacional. O governo polonês nunca se rendeu formalmente aos nazistas ou à Rússia. Permaneceu ativo no exílio durante a guerra até que a República Popular da Polônia assumiu o poder na Polônia. |
| Movimento Tailândia Livre                     | Washington, D.C.                      | 1942                                                                  | 1945                  | - Império do Japão - Tailândia da era Phibun                              | Seni, o embaixador tailandês em Washington, recusou-se a entregar a declaração de guerra de seu país ao governo dos Estados Unidos. Ele organizou o Free Thai Movement com assistência americana, recrutando estudantes tailandeses nos Estados Unidos para atividades clandestinas de resistência. |
| Governo iugoslavo no exílio                   | Londres                               | 21 Junho de 1941                                                      | Março de 1945         | - Alemanha Nazista - Reino da Itália - Hungria - Bulgária - Croácia       | O governo monarquista apoiou os chetniks em sua resistência à ocupação do Eixo, mas os guerrilheiros iugoslavos liderados pelos comunistas anti-monarquistas ganharam força ao longo da guerra. Nos Acordos Tito-Šubašić de junho de 1944, os guerrilheiros e o governo no exílio concordaram em fundir seus governos. Tito saiu vitorioso após o fim da ocupação, e a monarquia não foi restaurada. |

## Governos exilados alinhados ao Eixo
As potências do Eixo receberam governos no exílio em seu território. A maioria pertencia a regimes fantoches patrocinados pelo Eixo, cujo território ficou sob ocupação aliada no final da guerra. O objetivo de muitas dessas organizações era recrutar e organizar unidades militares compostas por seus nacionais no país anfitrião.
| Nome                                   | Localização                        | Estabelecimento        | Dissolução           | Estado/entidade que reivindica o território controlado            |
| -------------------------------------- | ---------------------------------- | ---------------------- | -------------------- | ----------------------------------------------------------------- |
| Conselho Central da Bielorrússia       | - Königsberg - Berlim              | 1944                   | Abril de 1995        | União Soviética ( República Socialista Soviética da Bielorrússia) |
| Governo búlgaro no exílio              | - Viena - Altaussee                | 16 de setembro de 1944 | 10 de maio de 1945   | Reino da Bulgária ( Frente Pátria)                                |
| Enclave Sigmaringen (França de Vichy)  | Sigmaringa                         | 7 de setembro 1944     | 23 de Abril de 1945  | Governo Provisório da República Francesa                          |
| Estado Helênico                        | Viena                              | Setembro de 1944       | Abril de 1945        | Reino da Grécia                                                   |
| Governo de Unidade Nacional            | - Viena - Munique                  | 28/29 de março de 1945 | 7 de maio de 1945    | - Governo checoslovaco no exílio Governo iugoslavo no exílio      |
| Governo Provisório da Índia Livre      | - Singapura - Rangum - Porto Blair | 21 de outubro de 1943  | 18 de agosto de 1945 | Índia britânica                                                   |
| Estado Independente do Montenegro      | Zagreb                             | 1944                   | 8 de maio de 1945    | Iugoslávia Federal Democrática                                    |
| Segunda República das Filipinas        | - Nara - Tóquio                    | 11 de junho de 1945    | 17 de agosto de 1945 | - EUA - Comunidade das Filipinas                                  |
| Estado Nacional Legionário             | Viena                              | Agosto de 1944         | 8 de maio de 1945    | Reino da Romênia                                                  |
| Governo de Salvação Nacional da Sérvia | - Kitzbühel - Viena                | 4 de outubro de 1944   | 1945                 | Iugoslávia Federal Democrática                                    |
| República Eslovaca                     | Kremsmünster                       | 4 de abril de 1945     | 8 de maio de 1945    | - União Soviética - Terceira República da Checoslováquia          |

## Governos dos Estados Bálticos
Após a ocupação dos estados bálticos pela União Soviética, todas as três repúblicas estabeleceram alguma forma de governo no exílio. Essas organizações persistiram após a guerra quando os territórios foram anexados à URSS. Eles desempenharam um papel na manutenção da continuidade do Estado dos estados bálticos durante o período de controle soviético.
| Nome                                                | Localização             | Estabelecimento                    | Dissolução | Estado que controla seu território reivindicado |
| --------------------------------------------------- | ----------------------- | ---------------------------------- | ---------- | ----------------------------------------------- |
| Serviço Diplomático da Estônia                      | - Londres - Nova Iorque | 1940                               | 1991       | - União Soviética - Alemanha Nazista            |
| Governo da Estônia no exílio                        | - Estocolmo - Oslo      | 1944 (não oficial), 1953 (oficial) | 1992       | União Soviética                                 |
| Serviço diplomático da Letônia no exílio            | Londres                 | 1940                               | 1991       | - União Soviética - Alemanha Nazista            |
| Comitê Supremo para a Libertação da Lituânia (VLIK) | Reutlingen              | 1944                               | 1992       | - União Soviética - Alemanha Nazista            |

## Governos já no exílio no início da guerra
Esses regimes exilados estavam operando no início da Segunda Guerra Mundial e se envolveram no conflito em graus variados.
| Nome                                                  | Localização                 | Estabelecimento        | Dissolução            | Estado que controla seu território reivindicado                                                                             |
| ----------------------------------------------------- | --------------------------- | ---------------------- | --------------------- | --- |
| Reino da Albânia                                      | - Londres - Ascot - Parmoor | Abril de 1939          | 2 de janeiro de 1946  | - Reino da Albânia, - Itália Fascista                                                                                       |
| Rada da República Democrática da Bielorrússia         | - Praga - Paris             | 1919                   | Existente hoje        | - União Soviética - Alemanha Nazista                                                                                        |
| Império Etíope no exílio                              | Bath                        | 2 de maio de 1936      | 18 de janeiro de 1941 | Itália Fascista |
| Governo da República Democrática da Geórgia no Exílio | Leuville-sur-Orge           | 18 de março de 1921    | 5 de junho de 1954    | União Soviética |
| Governo Provisório da República da Coreia             | - Xangai - Xunquim          | 13 de abril de 1919    | 15 de agosto de 1948  | Coreia sob ocupação japonesa                                                                                                |
| Irã Qajar                                             | Genebra                     | 1923                   | Existente hoje        | Dinastia Pahlavi |
| Segunda República Espanhola no exílio                 | - Paris - Cidade do México  | 4 de abril de 1939     | 1 de junho d 1977     | Espanha Franquista |
| Governo da República Popular da Ucrânia no exílio     | Varsóvia                    | 12 de novembro de 1920 | 22 de agosto de 1992  | - União Soviética - Segunda República Polonesa - Primeira República da Checoslováquia - Reino da Romênia - Alemanha Nazista |